# Franz von Steinhart

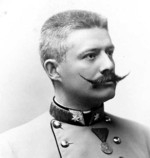
Steinhart als Major (1902)

Franz Seraphin Steinhart, ab 1884 Edler von Steinhart, ab 1919 Steinhart (* 20. März 1865 in Mährisch-Weißkirchen; † 23. Oktober 1949 in Innsbruck) war ein Feldmarschalleutnant der Österreichisch-Ungarischen Armee.

## Leben
Der Vater Franz Michael Steinhart war ein 1884 nobilitierter Hauptmann und Artillerie-Instruktor, der nach dem Krieg gegen Preußen in den Ruhestand trat und mit der Familie zunächst nach Graz und dann nach Klagenfurt übersiedelte. In Klagenfurt besuchte von Steinhart die Volksschule und die Realschule, um dann in die vierte Klasse der Militär-Unterrealschule nach Güns zu wechseln. Es folgten die Militär-Oberrealschule in Mährisch-Weißkirchen und die Genieabteilung der k.u.k. Technische Militärakademie in Wien.
Am 18. August 1885 wurde Steinhart zum Leutnant im k.k. Genieregiment Kaiser Franz-Josef I. Nr. 1 ernannt und dem 2. Bataillon in Krakau zugewiesen. Nach vier Jahren Truppendienst wurde er unter gleichzeitiger Beförderung zum Oberleutnant im Herbst 1889 an den Höheren Geniekurs nach Wien abgestellt und nach dessen Absolvierung mit sehr gutem Erfolg an die Geniedirektion nach Bilek versetzt. Vier Jahre später erfolgte eine kurzzeitige Versetzung nach Komorn und nach der Beförderung zum Hauptmann im Geniestab am 1. Juli 1895 die erneute Versetzung zur Geniedirektion nach Przemyśl.
In der Festung Przemysl betraute man ihn mit der Fertigstellung von Fort XIIIa und der Projektierung von Fort XIII, ferner oblag ihm der Bau eines Munitionsfelddepots.

Am 16. Februar 1897 erfolgte die Versetzung zur Geniedirektion in Trient, bei gleichzeitiger Abstellung nach der Festung Riva. Hier arbeitete er an der Projektierung der permanenten Befestigungen sowie der Armierungsstraße auf den Monte Brione und der dortigen Mittelbatterie.
Am 1. Mai 1899 versetzte man Steinhart an die Generalgenieinspektion nach Wien, wo er im März 1901 die Stabsoffiziersprüfung für den Geniestab erfolgreich absolvierte und im Juli des gleichen Jahres als Lehrer der Befestigungskunst und des Festungskrieges an die Geniestabsabteilung der Technischen Militärakademie in Wien abgeordnet wurde.
Am 1. November 1901 erfolgte die Beförderung zum Major im Geniestab und zum 27. Juli 1907 die Bestellung zum Geniedirektor in Klagenfurt. Am 1. Mai 1908 beförderte man von Steinhart zum Oberstleutnant bei gleichzeitiger Versetzung als Geniedirektor nach Riva. Hier oblag ihm die Verantwortung für die fortifikatorischen Anlagen im Grenzraum der Vallarsa vom Passo Pian delle Fugazze bis nach Madonna di Campiglio. Unter seine Aufgabe fiel unter anderem die Vollendung des Panzerwerks Monte Tombio und die Aufsicht der Arbeiten an dem Panzerwerk Carriola. Das Werk Valmorbia im Vallarsa wurde begonnen, konnte aber bis zum Beginn des Krieges nicht mehr fertiggestellt werden.
Am 1. November 1910 wurde er zum Oberst im Geniestab befördert und am 25. April 1914 zum Geniedirektor von Trient ernannt. Hier sorgte er noch bis zum Kriegsbeginn mit Italien am 23. Mai 1915 für den beschleunigten Ausbau der Festung Trient und der Befestigungen auf der Höhe von Folgaria/Lavarone. Hier wurde er am 1. November 1914 zum Generalmajor befördert und am 27. Januar 1915 zum Festungskommandanten von Trient ernannt. Bei Kriegsausbruch mit Italien erfolgte eine Ausweitung seines Verantwortungsbereichs durch die bis zum 26. Februar 1916 andauernde Bestellung zum Kommandanten der Ostfront vor Trient. Ab dem 27. Januar 1916 wurde Generalmajor von Steinhart Kommandant des Verteidigungsabschnitts Rayon I Stilfser Joch und am 6. März 1916 Kommandant des Rayons II Tonale. Mit dem 1. November 1916 erfolgte die Ernennung zum Kommandanten der 43. Landwehr-Infanteriebrigade (zu diesem Zeitpunkt im Verband des III. Korps am Monte Interrotto im Valsugana eingesetzt), der bereits am 6. November die Bestellung zum Kommandanten der Infanterie-Truppendivision Pustertal (bestehend aus 96. Infanterie-, 21. Gebirgs- und 56. Gebirgsbrigade) folgte. Der Division oblag die Verteidigung des Pustertals von der Kärntner Grenze bis zur Marmolata über etwa 100 Kilometer Frontverlauf. Dem bisher nur kommissarisch innegehabten Befehl über die Division erfolgte die endgültige Benennung am 23. August 1917, wobei die Einheit in 49. Infanterie-Truppendivision umbenannt wurde.
Am 1. November 1917 war von Steinhart zum Feldmarschalleutnant befördert worden. Bis zum Kriegsende kommandierte er die 49. Infanterie-Truppendivision im Bereich Madonna di Campiglio bis zum Val di Concei.
Am 4. November 1918 geriet Steinhart in italienische Kriegsgefangenschaft, aus der er als Kriegsinvalider am 24. Juni 1919 entlassen wurde.
Am 1. September 1919 wurde er in den Ruhestand versetzt.
Er war seit 1903 verheiratet mit Valerie Marie Paula Edle von Steinhart (geb. Hantken von Prudnik) (15. Mai 1878 bis 22. August 1971). Sein 1910 geborener Sohn Franz Ferdinand Georg Edler von Steinhart-Hantken von Prudnik (nach 1919 Steinhart-Hantken) fiel als Major i. G. der deutschen Wehrmacht am 29. Juni 1944 in der Sowjetunion.